# Stille Post (2021)
Stille Post (internationaler englischsprachiger Titel Whispers of War) ist ein Filmdrama von Florian Hoffmann, das im November 2021 beim Internationalen Filmfestival Thessaloniki seine Weltpremiere feierte und Mitte Dezember 2022 in die deutschen Kinos kam.

## Handlung
Der Grundschullehrer Khalil lebt mit seiner Freundin, der Journalistin Leyla, in Berlin. Als sie ihm Kriegsvideos aus seiner kurdischen Heimatstadt Cizre in der Türkei zeigt, glaubt er darin seine tot geglaubte Schwester zu erkennen und versucht, über die kurdische Gemeinschaft mit ihr Kontakt aufzunehmen und sie in Sicherheit zu bringen und die Öffentlichkeit über den brutalen Krieg zu informieren.

## Produktion

### Regie und Drehbuch
Regie führte Florian Hoffmann, der auch das Drehbuch schrieb. Der 1987 in Berlin geborene Hoffmann wuchs in Berlin-Kreuzberg auf und hat türkische und kurdische Freunde. Er war nach seinem Abitur in der Entwicklungszusammenarbeit in West-Afrika tätig und absolvierte an der Universität Basel ein Studium der Ethnologie, Soziologie und der Politikwissenschaften, bevor er 2011 an der Deutschen Film- und Fernsehakademie Berlin ein Regiestudium begann. Stille Post ist nach dem Dokumentarfilm Arlette: Mut ist ein Muskel aus dem Jahr 2015 Hoffmanns erster Spielfilm.

### Besetzung, Förderung und Dreharbeiten

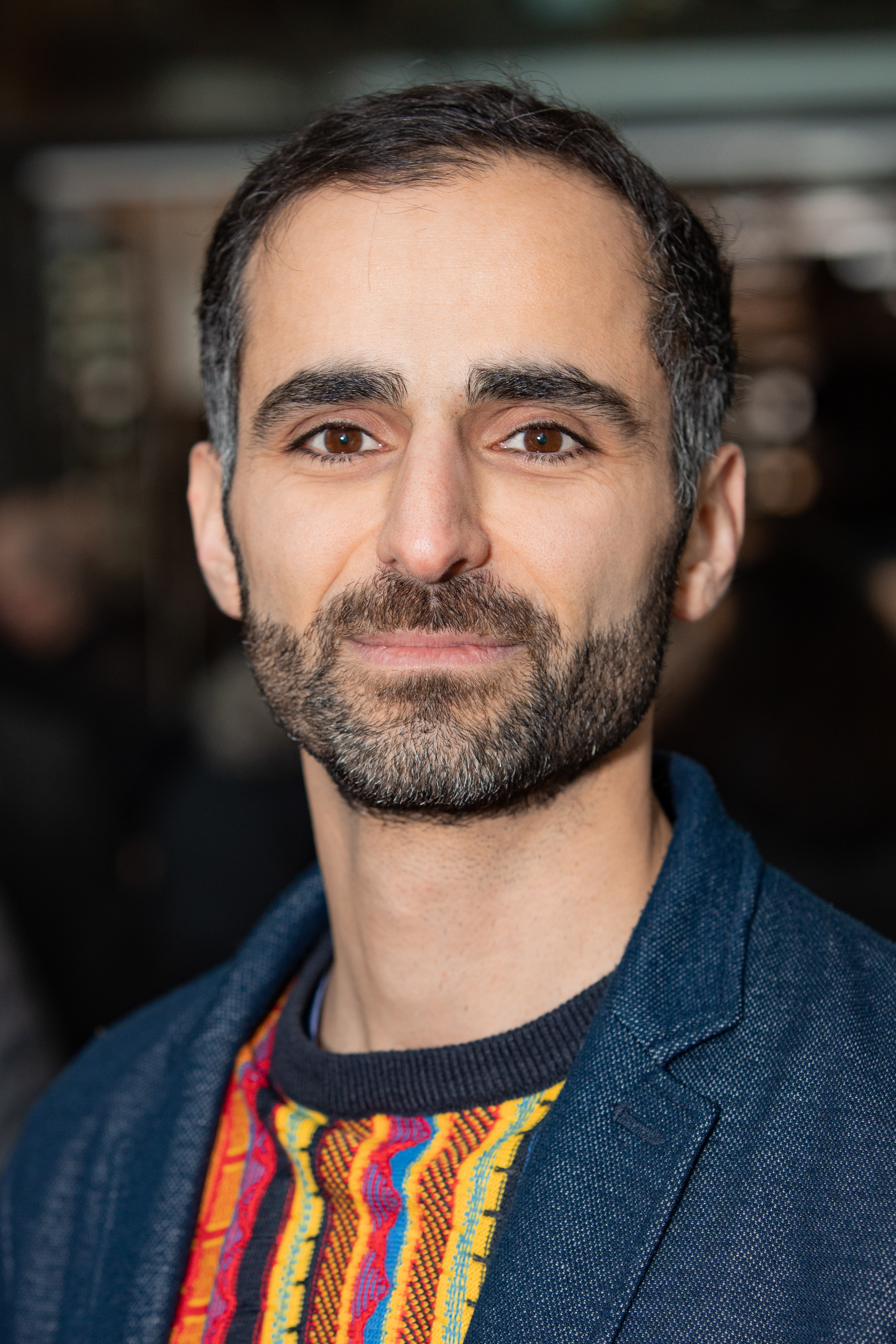
Hadi Khanjanpour spielt den Lehrer Khalil

Hadi Khanjanpour spielt Khalil, Kristin Suckow seine Freundin Leyla. In weiteren Rollen sind Jacob Matschenz als Jakob, Vedat Erincin als Cihan und Barbara Philipp als Elsa zu sehen. Jeanette Hain spielt die Chefredakteurin.
Der Film erhielt vom Medienboard Berlin-Brandenburg eine Produktionsförderung in Höhe von 100.000 Euro, von der Zürcher Filmstiftung in Höhe von 30.000 Schweizer Franken und von der Medien- und Filmgesellschaft Baden-Württemberg eine Verleihförderung in Höhe von 30.000 Euro.
Die Dreharbeiten erfolgten im Herbst 2019 in Berlin. Kamerafrau war Carmen Treichl.

### Veröffentlichung
Nach einer Vorstellung beim Marché du Film im Sommer 2021 erfolgte im November 2021 die Premiere beim Internationalen Filmfestival Thessaloniki. Im gleichen Monat wurde er bei den Hofer Filmtagen gezeigt. Im Januar 2022 wurde er bei den Solothurner Filmtagen und beim Filmfestival Max Ophüls Preis vorgestellt. Am 13. März 2022 soll der Film nochmals bei den Hofer Filmtagen im Rahmen einer Benefiz-Rendezvous-Vorführung gezeigt werden. Die Einnahmen sollen komplett an das Bündnis Entwicklung Hilft und die Aktion Deutschland Hilft gespendet werden und den Kriegsopfer in der Ukraine zugutekommen. Im April 2022 wurde er beim Achtung Berlin Filmfestival gezeigt. Im September 2022 sind Vorstellungen bei der Filmkunstmesse Leipzig geplant und im Oktober 2022 beim Filmfest Osnabrück. Die US-Premiere erfolgte im November 2022 beim Bushwick Film Festival in New York. Der Kinostart in Deutschland erfolgte am 15. Dezember 2022. Stille Post wurde im Jahr 2023 zudem im Rahmen der SchulKinoWochen vorgestellt, so im November 2023 in Berlin.

## Rezeption

### Kritiken
Michael Meyns schreibt in seiner Funktion als Filmkorrespondent der Gilde deutscher Filmkunsttheater, die Fragen, die Stille Post anreißt, seien relevant: „Wie können Bilder von einem Konflikt durchdringen, wenn es diverse andere Konflikte gibt, die aktueller, dramatischer, ja, blutiger ablaufen? Warum interessiert sich die Öffentlichkeit mehr für diesen und nicht für jenen Konflikt?“ Vor allem als Diskussionsgrundlage funktioniere Stille Post, der sein Herz am richtigen Fleck trage, seine Intentionen aber etwas zu didaktisch vortrage.
Die Deutsche Film- und Medienbewertung versah den Film mit dem Prädikat besonders wertvoll. In der Jury-Begründung heißt es, Florian Hoffmann erzähle sehr authentisch, und die verschiedenen Milieus wie etwa die Nachrichtenredaktion eines Fernsehsenders, eine Berliner Grundschule oder eine kurdische Exilgemeinschaft würden so unmittelbar und detailreich wie in einem gelungenen Dokumentarfilm präsentiert. Auch die Darsteller wirkten bis in die Nebenrollen hinein sehr lebendig und glaubwürdig. So gelinge es Hoffmann, das Lebensgefühl von Kurden in Deutschland zu vermitteln, die oft unerkannt unter den Türken leben und unter deren Feindseligkeit und offen gelebter Aggression leiden. Dennoch gebe es keine Schurken und keine Täter in diesem Film, und Hoffman urteile in seinem zugleich emotional packenden und klugen Film nicht, sondern versuche zu erklären.

### Auszeichnungen
Achtung Berlin Filmfestival 2022
- Nominierung im Wettbewerb Spielfilm
- Auszeichnung für das Beste Drehbuch (Florian Hoffmann)
- Auszeichnung für das Beste Schauspiel (Hadi Khanjanpour)[17][18]

Bushwick Film Festival 2022
- Auszeichnung mit dem Best Film Silver Award[19]

Solothurner Filmtage 2022
- Nominierung für den Prix du Public[9]